# Автоматичний індикатор метану

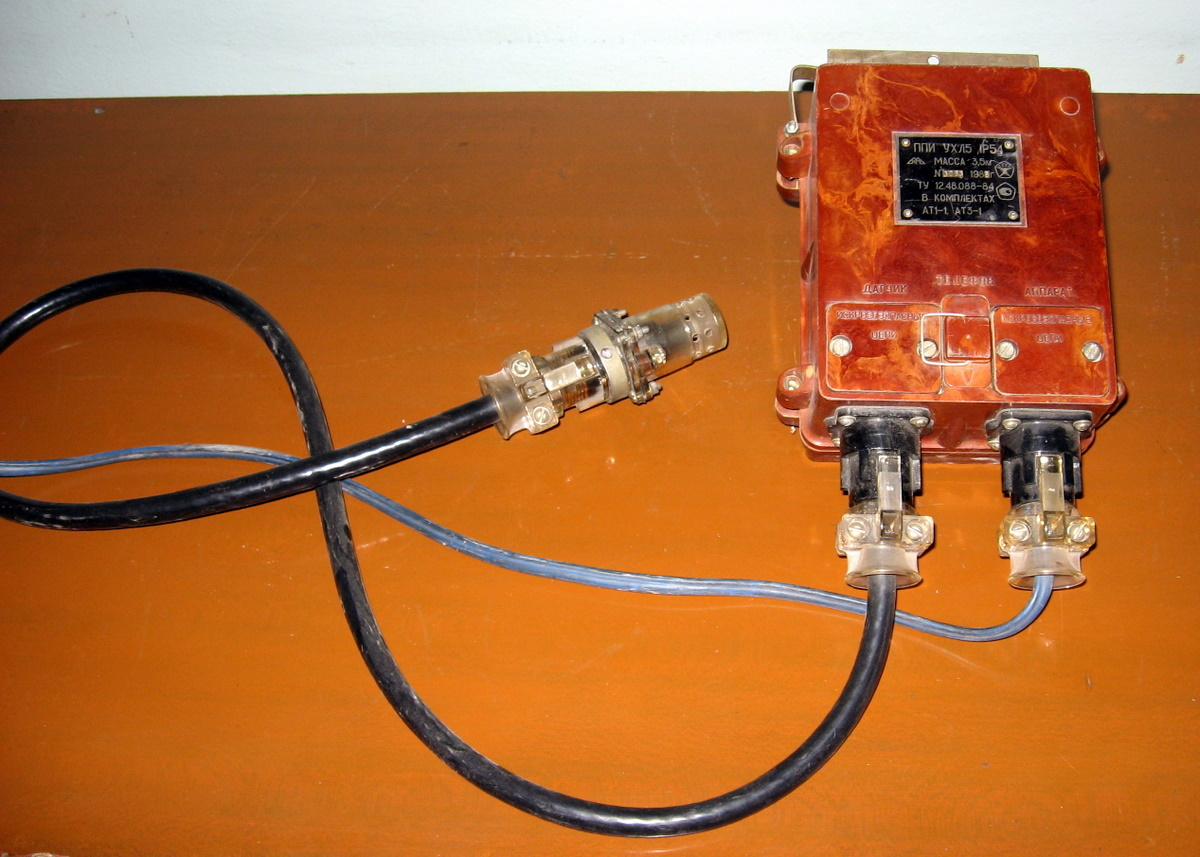
Прилад сигналізації метану з комплекту АТ1-1, АТ3-1 («Метан»)

Автоматичний індикатор метану (англ. automatic methane indicator, нім. automatischer Methananzeiger m — стаціонарний прилад, що здійснює місцеву або дистанційну сигналізацію про вміст метану в атмосфері гірничої виробки. Індикатор складається з давача та апарата сигналізації. Давач установлюється у вентиляційному штреку або в іншій виробці, де є потреба  безперервного контролю за вмістом метану. Апарат сигналізації та контролю метану встановлюється на відкотному штреку.
Див. апаратура контролю метану.